# Cymbocarpum amanum
Cymbocarpum amanum är en flockblommig växtart som beskrevs av Karl Heinz Rechinger. Cymbocarpum amanum ingår i släktet Cymbocarpum och familjen flockblommiga växter. Inga underarter finns listade i Catalogue of Life.